# Parábola de las diez vírgenes

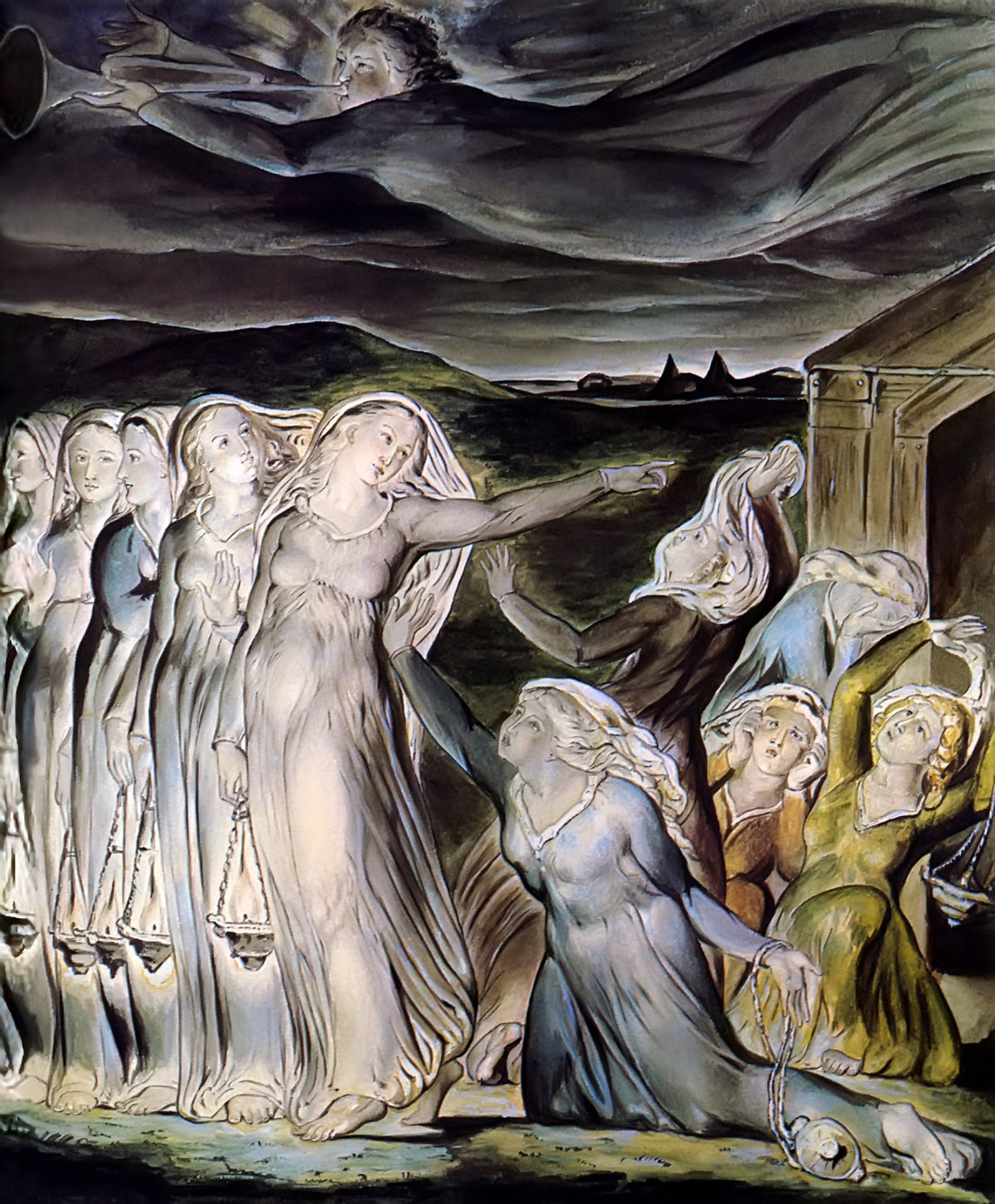
The Parable of the Wise and Foolish Virgins (1822) de William Blake. En Tate, Inglaterra.

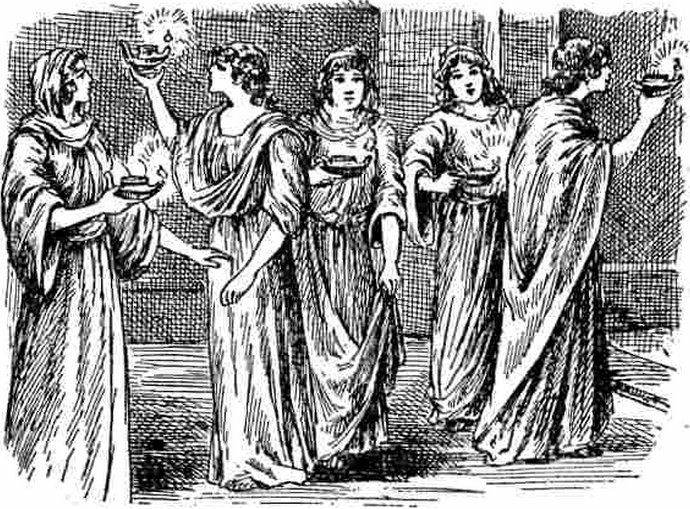
Vírgenes despreocupadas.

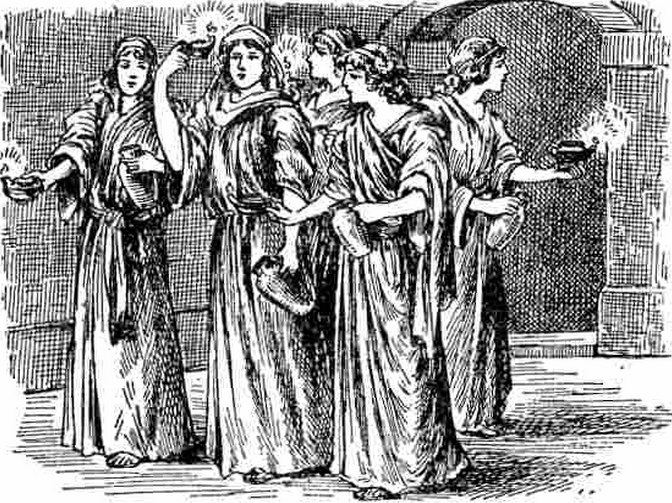
Vírgenes previsoras.

La parábola de las diez vírgenes, parábola de las diez muchachas, la parábola vírgenes sabias y las vírgenes necias o parábola de las vírgenes sabias y tontas es una de las parábolas de Jesús. Su texto en la biblia cristiana es el siguiente:

«Sucederá entonces con el reino de los cielos como lo que sucedió en una boda: diez muchachas tomaron sus lámparas de aceite y salieron a recibir al novio. Cinco de ellas eran despreocupadas y cinco previsoras. Las despreocupadas llevaron sus lámparas, pero no llevaron aceite para llenarlas de nuevo; en cambio, las previsoras llevaron sus botellas de aceite, además de sus lámparas. Como el novio tardaba en llegar, les dio sueño a todas, y por fin se durmieron. Cerca de la medianoche, se oyó gritar: “¡Ya viene el novio! ¡Salgan a recibirlo!” Todas las muchachas se levantaron y comenzaron a preparar sus lámparas. Entonces las cinco despreocupadas dijeron a las cinco previsoras: “Dennos un poco de su aceite, porque nuestras lámparas se están apagando.” Pero las muchachas previsoras contestaron: “No, porque así no alcanzará ni para nosotras ni para ustedes. Más vale que vayan a donde lo venden, y compren para ustedes mismas.” Pero mientras aquellas cinco muchachas fueron a comprar aceite, llegó el novio, y las que habían sido previsoras entraron con él en la boda, y se cerró la puerta. Después llegaron las otras muchachas, diciendo: “¡Señor, señor, ábrenos!” Pero él les contestó: “Les aseguro que no las conozco.”

Manténganse ustedes despiertos —añadió Jesús—, porque no saben ni el día ni la hora.»
Mateo 25:1-13 (DHH)

Esta parábola es usada con frecuencia en la religión cristiano para expresar la diferencia entre quien está alerta y quien carece de fe y constancia: como transposición simbólica de la actitud de las almas hacia Dios, las vírgenes esperan a su amado, pero sólo las que tienen paciencia y sabiduría conservan encendidos los candiles que lo guiarán hasta la casa; las necias, imprudentes y olvidadizas, dejarán consumir el fuego sin alimentarlo.
Esta fue una de las parábolas más populares en la Edad Media, con una enorme influencia en el arte gótico, la escultura y la arquitectura de las catedrales en Alemania y Francia. Tiene alguna de sus mejores plasmaciones en las catedrales de Estrasburgo y de Santo Domingo de la Calzada.

## Explicación
La parábola forma parte de una serie de enseñanzas dadas por Jesús a sus apóstoles sobre el fin de los tiempos, encontradas en Mateo 24 y 25, donde también se hallan la parábola del higo, del siervo vigilante, de los talentos y la del juicio final. En esos capítulos Jesús responde a la interrogante hecha por sus apóstoles: «¿Cuál será la señal de tu regreso y del fin del mundo?» (Mateo 24:3). En la parábola, el novio representa a Jesús y el evento esperado a su segunda venida. La enseñanza que encierra es de estar siempre preparados para ese evento y para el posterior Juicio Final, indicando además que será inesperado.
El papa Francisco lo explica de la siguiente manera: «El esposo es el Señor, y el tiempo de espera de su llegada es el tiempo que Él se nos da, con misericordia y paciencia, antes de su llegada final, tiempo de la vigilancia; tiempo en que tenemos que mantener encendidas las lámparas de la fe, de la esperanza y de la caridad, (...) tiempo que hay que vivir de acuerdo a Dios, porque no conocemos ni el día, ni la hora del regreso de Cristo.»  También el profeta de La Iglesia de Jesucristo de los Santos de los Últimos Días, Spencer W. Kimball, habla sobre la parábola de la siguiente manera: «El tipo de aceite que se necesita para iluminar el camino y alumbrar la oscuridad no se puede compartir (...) Todos tienen que obtener ese tipo de aceite por ellos mismos (...) En la parábola, el aceite se puede obtener en el mercado. En nuestras vidas el aceite de la preparación es acumulado gota por gota en la vida honrada.»

## Autenticidad
Mientras «un considerable número de exégetas» consideran que la parábola proviene de Jesús, algunos comentaristas de la Biblia dudan de que Jesús alguna vez haya dicho esta parábola y creen que fue creada por la iglesia primitiva. Una gran mayoría de miembros del Jesus Seminar, por ejemplo, catalogan la parábola como falsa y meramente similar a algo que Jesús hubiera dicho. Otros eruditos creen que la parábola ha sido editada levemente y que es un gran ejemplo de la habilidad de Jesús para decir parábolas. La parábola se halla en todos los manuscritos del Nuevo Testamento, con sólo mínimas variaciones en algunas palabras.

## En el arte

### Música
- Misa de Alonso Lobo: misa Prudentes Virgines
- Cantata de Johann Sebastian Bach: Wachet auf, ruft uns die Stimme

### Pintura

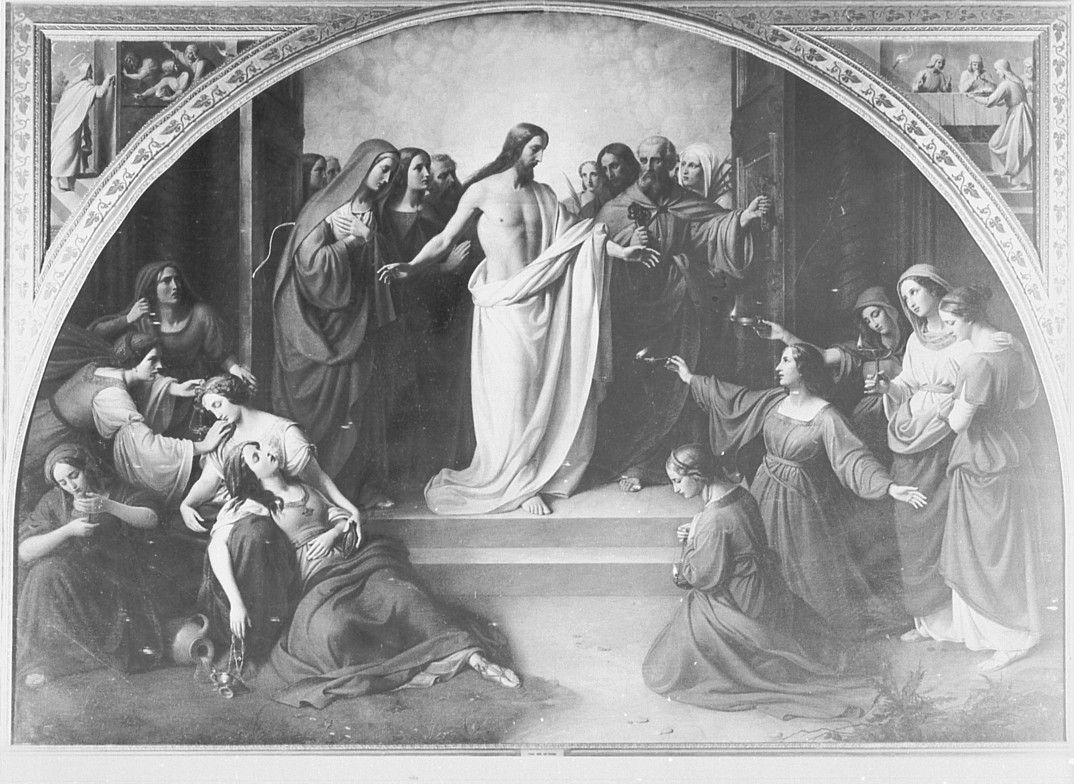
Parábola de las diez vírgenes, hecha por Wilhelm von Schadow, ubicada en el Städel Museum, Fráncfort del Meno, Alemania.
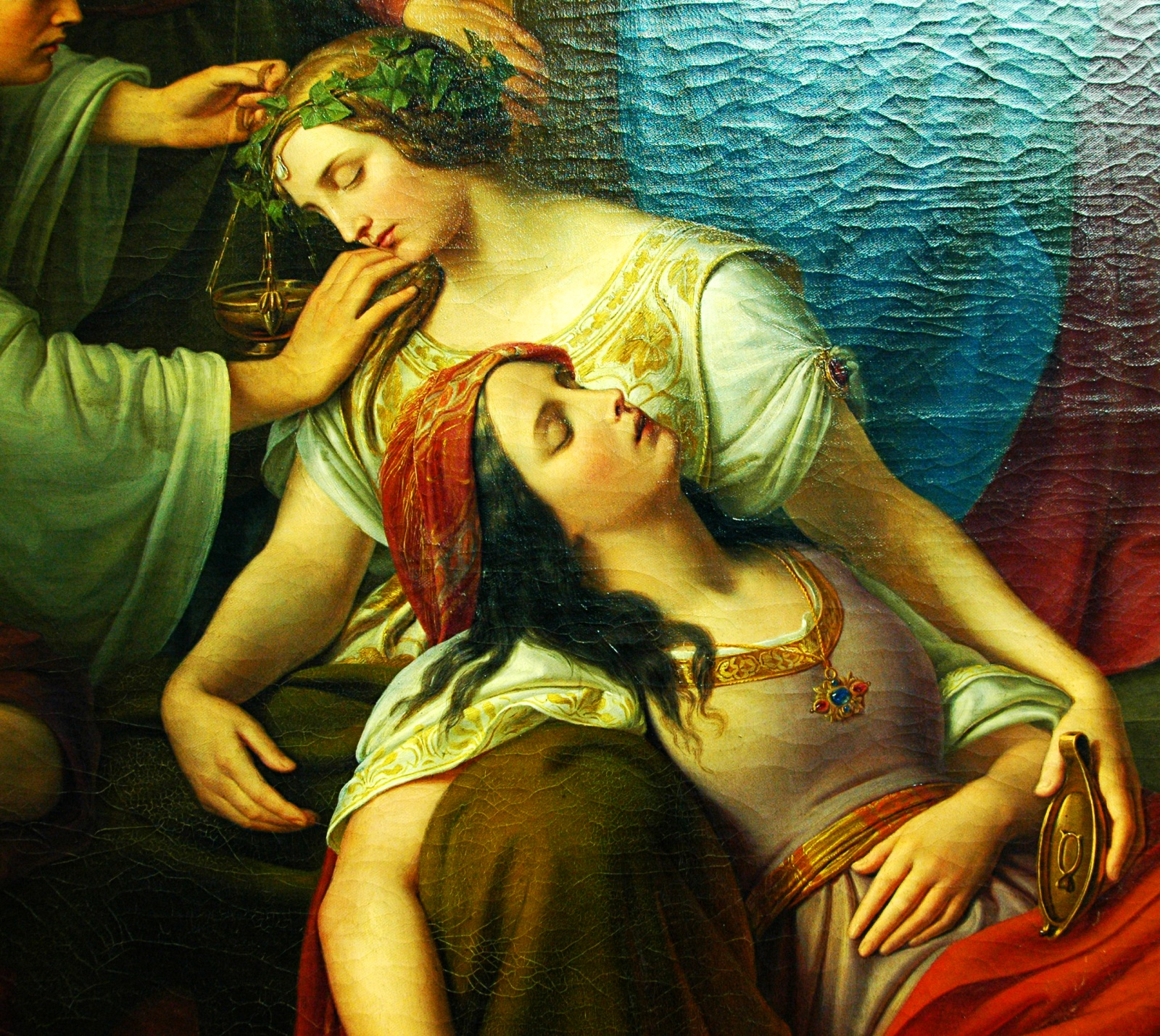
Detalle de La parábola de las diez vírgenes de Wilhelm von Schadow.
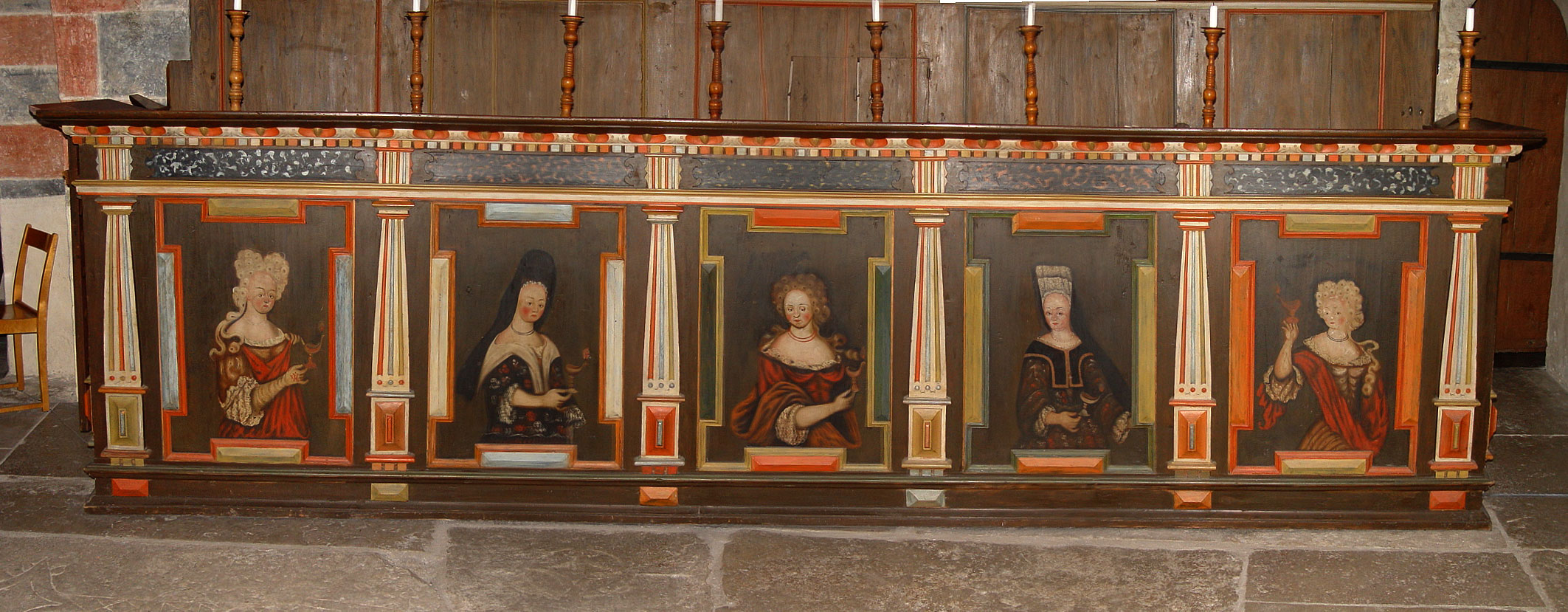
Banco del siglo XVIII en Gothems kyrka.
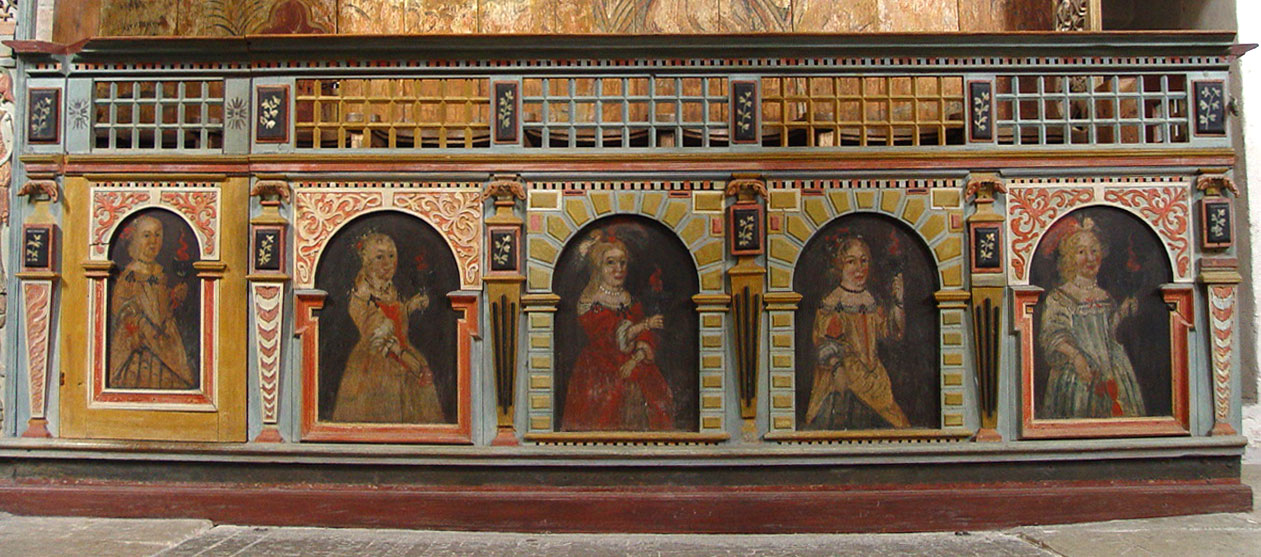
Vírgenes sabias en Stenkyrka kyrka.
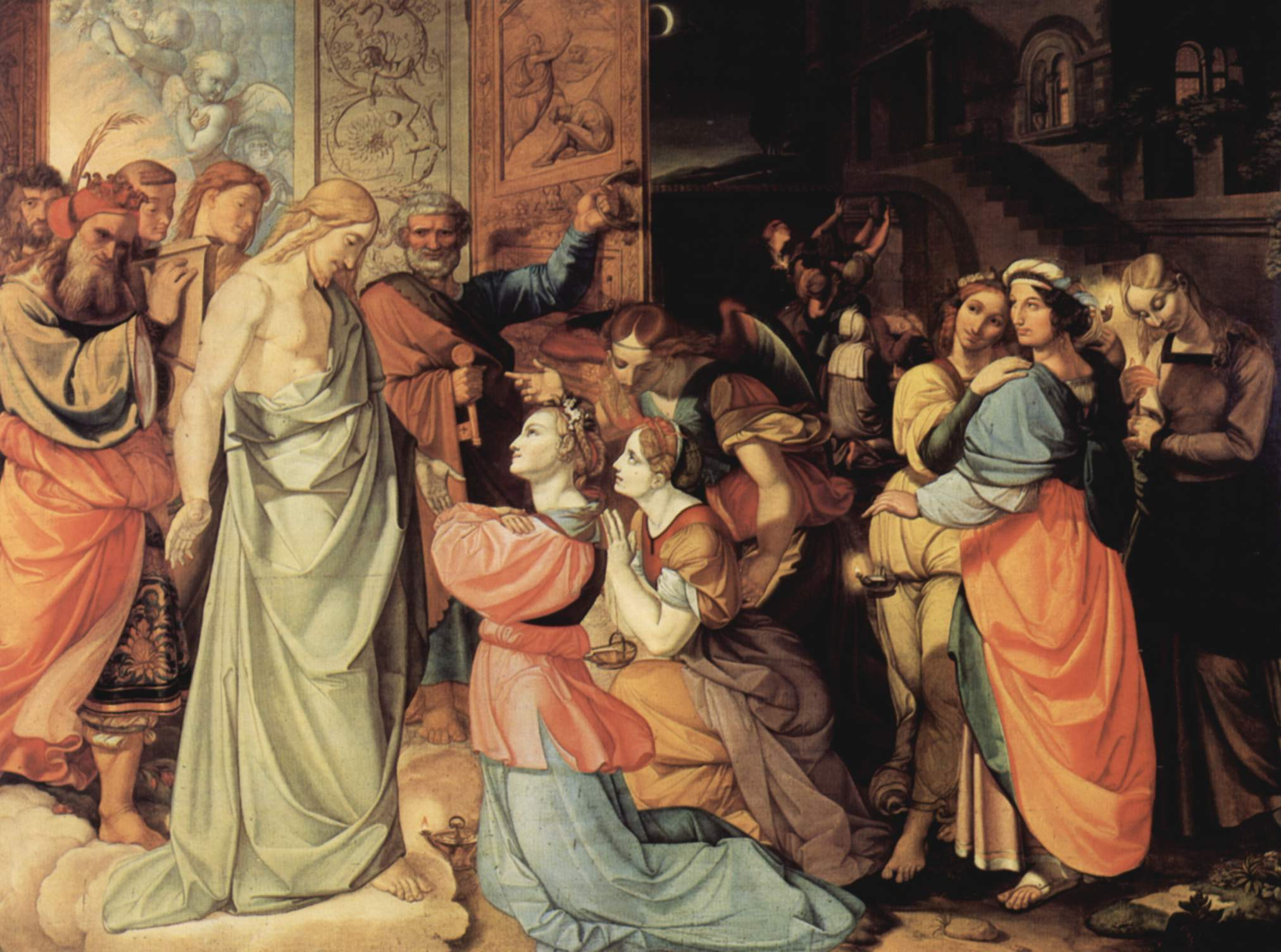
Diez vírgenes de Peter von Cornelius.
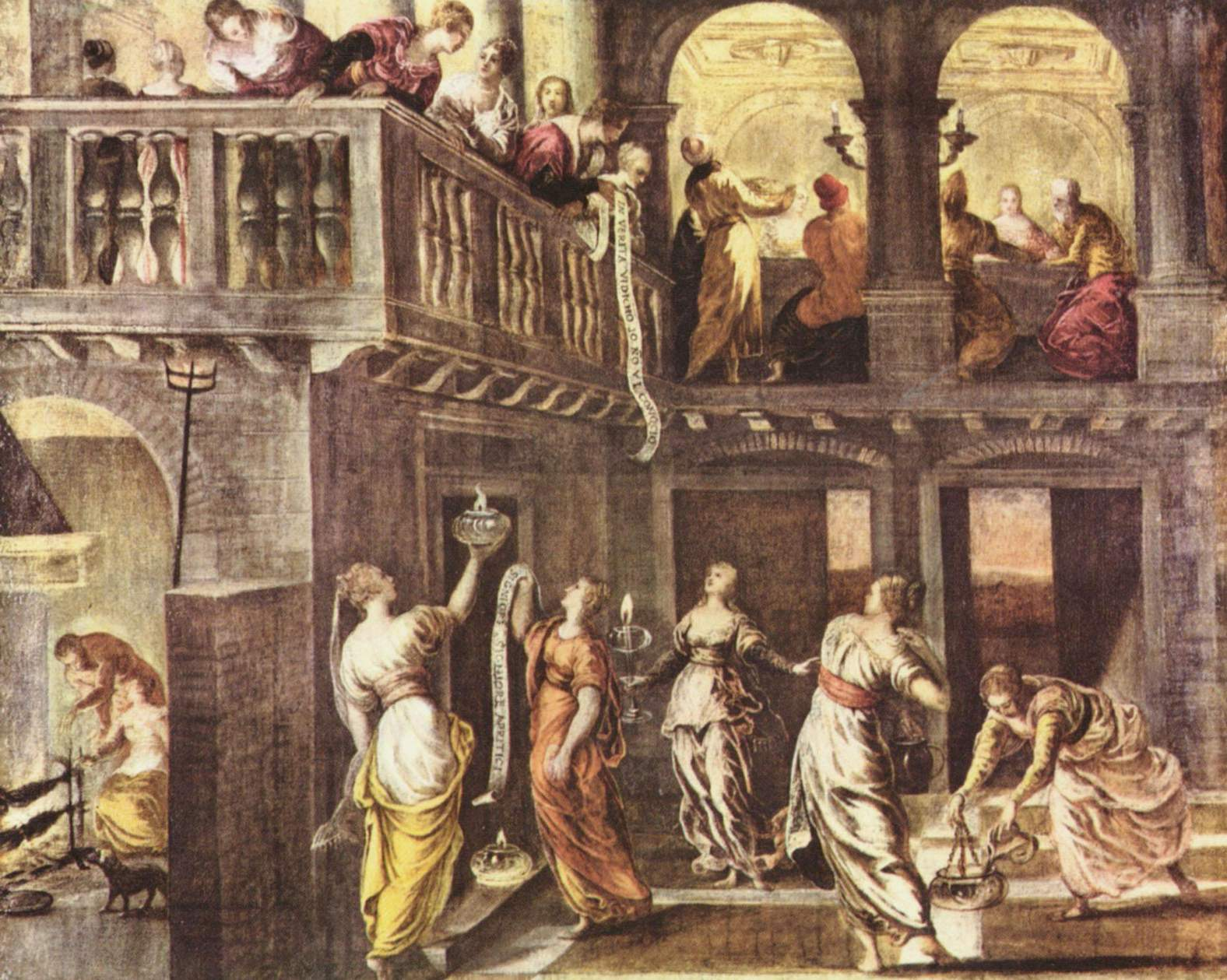
Las vírgenes sabias y las vírgenes necias de Tintoretto.
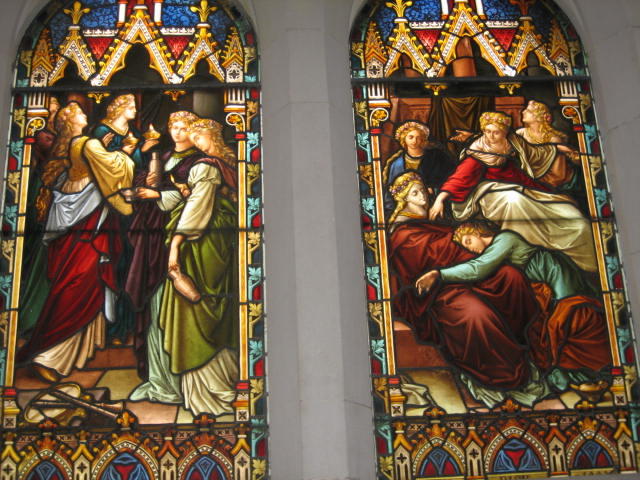
Representación de la parábola de las diez vírgenes en una vidriera en la iglesia de Melbourne.